# Gerontocracia

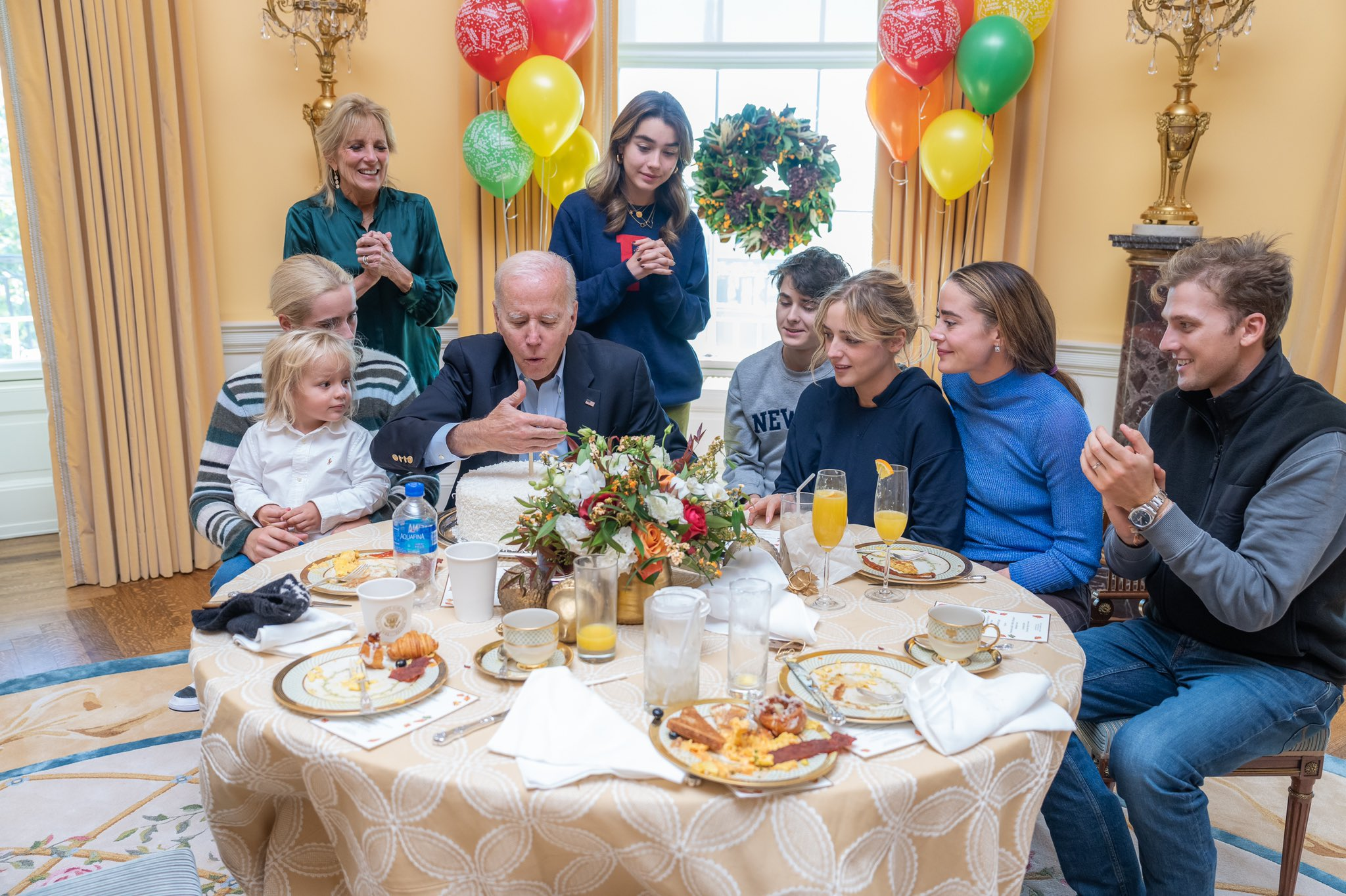
El presidente de EE.UU. Joe Biden celebrando su cumpleaños número 80 con su familia el 20 de noviembre de 2022. Biden no solo es el presidente con más edad en asumir el cargo (78 años), sino que es el primero en cumplir 80 años de vida en funciones. Su predecesor, Donald Trump, ya era el presidente con más edad en asumir el cargo (70 años) hasta ese entonces.

La gerontocracia (del griego gerontos, "anciano" y, kratos, "poder") es una forma oligárquica de gobierno en la que una institución o gobierno es gobernado por una pequeña cantidad de líderes, donde los más ancianos mantienen el control.

## Características
La gerontocracia tiene como esencia el poder social. Existen 4 tipos de poder social, el coercitivo, el económico, el político y el simbólico, los cuales pueden ser el poder central en diversos tipos de gerontocracias. 
La gerontocracia simbólica es común en estados religiosos teocráticos donde el liderazgo se concentra en las manos de los ancianos.
Fuera de la esfera política, la gerontocracia puede ser observada en otras clases de jerarquías institucionales de diverso tipo. 
La gerontocracia ocurre como fase en el desarrollo de una institución, en lugar de ser parte de ésta a través de su existencia. Opuesto a la gerontocracia la cual puede causar el debilitamiento o la eliminación de esta característica por la institución de cosas como límites del término o edad del retiro obligatorio, los Jueces de la Corte de los Estados Unidos, por ejemplo, sirven por vida, pero un sistema de incentivos para retirarse en paga completa después de una edad determinada y una descalificación de liderazgo para los que fallan puede que se haya instituido.
Se le dice gerontocracia al predominio de hombres de edad avanzada en la organización social y el manejo de asuntos públicos de una sociedad.

## La gerontocracia en América Latina
En Chile se ha configuró una suerte de gerontocracia, durante los gobiernos de la Concertación sucedidos entre 1990 y 2010 debido a la reiteración de personeros nominados de esa coalición en diferentes cargos gubernamentales a pesar de su edad avanzada (algunos se repitieron hasta en tres gobiernos), el desincentivo a la participación electoral juvenil (el voto era obligatorio solo para los inscritos y pocos jóvenes se inscribían para votar en ese momento),así como también la poca experiencia dada a los políticos jóvenes de la centroizquierda chilena en cargos de gobierno, los cuales se vieron invisibilizados en los años 90 y 2000 por políticos que eran jóvenes en los años 70 pero que eran adultos maduros treinta años después.
Este fenómeno también se da en otras democracias como las europeas donde el desincentivo a la participación electoral es la tónica.
En Cuba la cúpula dirigente del país tiene alrededor de ochenta años.
Uruguay, considerado la sociedad más envejecida de América Latina, es el caso más emblemático de gobierno gerontocrático. La emigración sostenida de jóvenes con formación universitaria o capacitación terciaria, el saldo migratorio negativo y la tasa de natalidad apenas suficiente para reproducir la población, más la concentración exclusiva de oportunidades de superación personal en Montevideo (capital del país), han convertido al Uruguay en un país con escasa participación juvenil y prolongada tradición de dominio gerontocrático. Aún hoy, la mayoría de los jóvenes uruguayos talentosos y creativos deben mudarse a otros países (Argentina, Brasil, España, México, etc.) para obtener mayores ingresos.
En México se dio un hecho de gerontocracia durante el Porfiriato ya que el gabinete de Díaz tenían edades de entre 63 y 87 años. Adicionalmente se ha visto en las culturas indígenas de Oaxaca y Chiapas, donde tienen un consejo de ancianos que forman un tipo de senado.

## Gerontocracia en la URSS
En 1980, la edad promedio de los miembros del Politburó era de 70 años (en 1952 era de 55 y en 1964 de 61), y en 1982 el ministro del exterior Andréi Gromyko, el ministro de defensa Dmitri Ustínov, y el primer ministro Nikolái Tíjonov tenían más de 70 años. El sucesor de Brézhnev, Yuri Andrópov, tenía 68 años; padecía una enfermedad renal, la cual le provocó la muerte. Pocos meses después, fue sustituido por Konstantin Chernenko, que tenía 72 años y permaneció en el poder durante 13 meses, antes de morir y ser reemplazado por Mijaíl Gorbachov.

## Gerontocracia en el bloque oriental
Otros países socialistas que tenían este tipo de gobierno eran: Albania (Enver Hoxha murió cuando tenía 76 años), Checoslovaquia (Gustáv Husák fue destituido cuando tenía 76 años), Alemania Oriental (Erich Honecker fue destituido cuando tenía 77 años), Hungría (János Kádár fue destituido cuando tenía 75 años), Laos (Nouhak Phoumsavanh se retiró cuando tenía 83 años), Corea del Norte (Kim Il-sung murió cuando tenía 82 años), Rumania (Nicolae Ceauşescu fue asesinado cuando tenía 70 años), Vietnam (Trường Chinh se retiró cuando tenía 80 años), y Yugoslavia (Josip Broz Tito murió cuando tenía 87 años).     

## Gerontocracia institucional
El Comité Olímpico Internacional instituyó una edad del retiro obligatorio en 1965, y el papa Pablo VI quitó el derecho de los cardenales católicos de votar por un nuevo papa una vez que alcanzaran la edad de 80. 
Por otra parte, la gerontocracia puede emerger en una institución inicialmente no conocida por ella. La Iglesia mormona fue fundada por un hombre de 24 años, quien en 1835 constituye el primer cuórum de los doce apóstoles con miembros de entre 23 a 35 años de edad. Una vez que fuera establecida la sucesión a la presidencia de la iglesia, derivó de ser ejercida por largo tiempo a ser dirigida de por vida, la jerarquía de la edad marcada, y con el crecimiento de la iglesia la edad en la cual nombraron a los funcionarios a la Alta Dirección continuó aumentando. Seis presidentes de la iglesia han mantenido la dirección de la institución más allá de la edad de 90, y a la fecha 2005, la iglesia era conducida activamente por un hombre que recuerda el día que su padre sustituyó la carroza de la familia por un modelo Ford T.
La fortaleza de la gerontocracia es vista como su estabilidad, que puede ser más apropiada para las instituciones que enseñan los principios que no varían en un cierto tiempo. En las instituciones que tienen que hacer frente al cambio rápido, las facultades disminuidas de la ancianidad pueden ser una desventaja en el momento de proveer liderazgo efectivo.
El aumento en la longevidad humana puede cambiar las definiciones de la gerontocracia ya que las edades tipificadas antes por senectud y que eran alcanzadas por una proporción pequeña de la población son alcanzadas por un número más grande de gente más sana. Por esta razón la edad del retiro obligatorio levanta oposición. Cuando eligieron papa a Juan Pablo II, cerca de un décimo del cónclave de cardenales superaba los 80 años. Hoy esa proporción ha sobrepasado la mitad.